# سبيس تون الهندية
سبيس تون الهندية (بالإنجليزية: Spacetoon India)‏ قناة تلفزيونية هندية ضمن مجموعة سبيس تون متخصصة في الرسوم المتحركة وبرامج الأطفال،تأسست في 2006 وهي جزء من سلسلة سبيس تون من القنوات، لغة البث الهندية والإنجليزية. للقناة عشرة كواكب تحدد اصناف الرسوم المتحركة مع العمر.

## كواكب سبيس تون
- أكشن (كوكب الإثارة والغموض) لمسلسلات الحركة والإثارة.
- مغامرات (كوكب الخيال والتشويق) لمسلسلات المغامرات.
- رياضة (كوكب التحدي والقوة) لمسلسلات وبرامج الرياضة.
- زمردة (كوكب للبنات فقط) لمسلسلات وبرامج البنات.
- بون بون (كوكب الأبطال الكبار) لمسلسلات الأطفال.
- تاريخ (كوكب من قديم الزمان) للمسلسلات التاريخية.
- علوم (كوكب الاكتشاف والمعرفة) للبرامج التثقيفية.
- أبجد (كوكب الأرقام والحروف) للبرامج التعليمية.
- كوميديا (الكوكب الضاحك) لمسلسلات الكوميديا.
- أفلام (كوكب من كل الألوان) لأفلام الكارتون.

## بث القناة
على مدار الساعة